# Jolanda
A Jolanda  görög eredetű női név, jelentése violavirág.

## Rokon nevek
- Jolánta:[1] a Jolanda régi magyar formája.[2]

## Gyakorisága
Az 1990-es években a Jolánta szórványos név, a Jolanda nem volt anyakönyvezhető, a 2000-es években nem szerepelnek a 100 leggyakoribb női név között.

## Névnapok
- Jolanda:
- Jolánta: június 15.[2]

## Híres Jolandák, Jolánták
- Jolánta, magyar királyné, II. András felesége
- Jolánta, magyar hercegnő (aragóniai nyelven: Violant d’Hongría), II. András leánya, aragón-katalán királyné, I. Jakab király felesége